# Китятки крейдяні
{{#ifeq:0|0|{{#if:Polygala cretacea|{{#if:|[[]}}|[[]]}}}}
Китятки крейдяні (Polygala cretacea) — вид квіткових рослин з родини китяткових (Polygalaceae).

## Морфологічна характеристика
Багаторічна рослина 30–50 см. Віночок злегка перевищує крила, довжиною 10–12 мм, світло-пурпуровий або рожевий, трубка його приблизно дорівнює бічним крилам. Коробочка 5–5.8 мм.

## Поширення
Росте у Європі (Білорусь, Росія, Україна).
В Україні росте на крейдяних та вапнякових оголеннях — у басейні Північного Донця та окремі місця знаходження в пн. ч. Лівобережного Полісся (бл. м. Глухова) та в басейні річки Міус.